# ピアノ協奏曲第3番 (プロコフィエフ)
セルゲイ・プロコフィエフのピアノ協奏曲 第3番 ハ長調 作品26は、1921年に作曲されたピアノ協奏曲である。

## 概要
作曲者自身をはじめ、多くのピアニストによって盛んに演奏・録音が行われており、プロコフィエフの協奏曲の中では最も有名な作品の一つとなっている。
プロコフィエフは1913年には第2楽章の原型となる変奏曲の作曲に手を染めていたものの、その後これを放置した。1916年から1917年にそのスケッチに手を入れたが、協奏曲作曲に全面的に取り掛かったのは、1921年にブルターニュでひと夏を過ごした時のことだった。同年シカゴにて、プロコフィエフの独奏とフレデリック・ストック指揮のシカゴ交響楽団によって世界初演が行われた。初演当初は特に人気が出なかったが、翌1922年にセルゲイ・クーセヴィツキーがパリ初演で本作を指揮し、華々しい称賛を得て、20世紀の代表的楽曲の一つに数えられるまでになった。

## 楽器編成
フルート2、オーボエ2、クラリネット2、ファゴット2、ホルン4、トランペット2、トロンボーン3、ティンパニ、打楽器（大太鼓、カスタネット、タンブリン、シンバル）、弦五部

## 演奏時間
約27分（各楽章9分、9分、9分）

## 楽曲構成
以下の3つの楽章より成る。
1. アンダンテ - アレグロ Andante - Allegro
2. 「主題と変奏」 アンダンティーノ Tema con variazioni : Andantino
3. アレグロ、マ・ノン・トロッポ Allegro, ma non troppo

本作は、独奏とオーケストラのバランスを維持しつつも、要所要所に情熱的なフレーズ、不協和音などプロコフィエフならではの表現が遺憾なく織り込まれており、全体として活気溢れる曲調になっている。従来のロマン派作曲家による多くのピアノ協奏曲と異なり、オーケストラは単なる伴奏に留まらない重要な役割を担っている。

### 第1楽章
序奏は、全音階的な息の長い旋律を奏でるクラリネットの独奏に始まり、やがてクラリネット二重奏から、弦楽器に伴奏された木管楽器の合奏、そしてオーケストラ全奏へと徐々に発展してゆく。ヴァイオリンがリズミカルな音型に乗って走り出し、アレグロの主部を導き出すと、活気に満ちたピアノ独奏が入ってくる。熱狂的な調子と輝かしいリズムに乗って、抒情的な気分を出し抜けにピアノが引っくり返すのである。第2主題はピアノの独奏によってイ短調の和音塊をくり返し打鍵して始まり、打楽器に伴奏された旋律を歌い始める。展開部と再現部が融合しており、ハ長調で緩やかな序奏主題が展開された後、不協和な楽想を経て第1主題が再現するが、再現して間もなく展開されてゆく。第2主題の型通りの再現ののち、華麗なアレグロによって締め括られる（この部分は、序奏から主部への推移の楽想によっている）。全体的に緊密に作られている。

### 第2楽章
ホ短調の主題に5つの変奏が続く。プロコフィエフならではのやや皮肉なウィットが表現された好例である。主要楽想は、ピアノ抜きのオーケストラ全奏によって呈示される、ためらいがちな洗練されたガヴォットである。第1変奏はピアノ独奏による緩やかな変奏が繰り広げられる。第2変奏は、オーケストラのギャロップ風の足取りに乗って呈示され、ピアノが鍵盤を上下して盛り上げる中、トランペットがガヴォット主題の断片を出す。第3変奏では、ブギウギ風のバックビートに載せた重いシンコペーションによって主題が崩されていく。第4変奏は、おそらく本楽章の白眉であり、主要楽想による忘れがたいさまようような瞑想曲である。ピアノとオーケストラが自由なやり取りを続ける。ピアノの三度の組合わせで漂うように下降してくる音型の繰り返しが、この変奏の異界的な雰囲気を増している。最終変奏（第5変奏）は、ふたたびピアノとオーケストラが快活に絡み合う。輝かしく長調で始まるが、 次第に崩れていき、主題が断片となって二拍子のなかに投げ込まれていき、緊張が高まったところでコーダへと落ち着いていく。コーダではオーケストラが主要楽想を原型どおりに元の速度で演奏する中、ピアノがオブリガートを務める。短いアンダンテの結句は、ホ長調による終結を仄めかそうとするが、ピアノは最後にホ短調の低い和音を鳴らす。

### 第3楽章
ハ長調の第3楽章を、プロコフィエフ本人は独奏者とオーケストラの「討論」と呼んでいる。出だしで弦楽器のピッツィカートとファゴットがイ短調の主題を呈示すると、ピアノが独断的な調子の対立的な主題によって割り込んでくる。ピアノと管弦楽のやり取りが、機関車のようにスピードを上げていき、少しテンポが速まったところで（長大で華麗なコーダを予感させる）、木管楽器による緩やかで抒情的な第2主題が登場する。ピアノがこれにやや皮肉な答を返し、ゆっくりとした主題が、ラフマニノフ的な繰り返しや、漂うような音型によって展開していく（独奏は弱音器をつけた弦楽器や木管の柔らかい不協和音を背景に音域を上下する）。ピアノと弦楽器が美しいユニゾンでいっしょにクライマックスに到達し、そのままコーダへとフェードインしていく。主題が再びアレグロで、ファゴットにより、しかしこんどはホ短調で繰り返される。ピアノが主にニ長調でこれを再提示し、複調的なオブリガートへと滑り込んでいく裏を弦楽器がト短調で支え、独奏とオーケストラの間の音楽的戦いが爆発する。ピアノはオーケストラの上を華やかな装飾で駆け巡り、ついに終結のハ長調が現れ、フォルティッシモのハ音のユニゾンで終わる。

## 終楽章の旋法について
日本では、プロコフィエフが亡命途上の日本滞在中に聞き覚えた『越後獅子』の旋律が終楽章に流用されたと言われ、楽曲解説で必ずといって良いほど言及される有名なエピソードとなっている。この説は国際的にはさほど有名でなく、また日本でも専門家によって立証されているわけではない。この旋法は、日本では都節と呼ばれる五音音階に相当する。この旋法を使ったプロコフィエフの作品は多くなく、プロコフィエフは日本で芸者遊びに興じていたことから、この旋法になにかしらの興を起こしたことは事実である。